# Джузеппе Россетті
Джузеппе Россетті (італ. Giuseppe Rossetti, 17 березня 1899, Ла-Спеція — 12 червня 1965, Турин) — італійський футболіст, що грав на позиції півзахисника. По завершенні ігрової кар'єри — тренер.
Був відомий як Россетті І, оскільки мав молодшого брата Джино, що грав за збірну Італії і є рекордсменом за кількістю голів в одному чемпіонаті Італії.

## Ігрова кар'єра
У дорослому футболі дебютував 1921 року виступами за «Спецію», в якій провів три сезони, взявши участь у 68 матчах чемпіонату. 
Протягом 1924—1927 років грав у Чилі, де захищав кольори «Аудакс Італьяно» та «Коло-Коло».
1927 року повернувся на батькіищину, де воз'єднався з братом Джино у складі «Торіно», з яким 1928 року став чемпіоном Італії. А наступного року завершив ігрову кар'єру.

## Кар'єра тренера
Перебуваючи у Чилі отримав перший досвід тренерської роботи — протягом 1926–1927 років був граючим тренером «Коло-Коло», а протягом частини 1926 року також тренував національну збірну країни.
Завершивши виступи на футбольному полі, зосередився на тренерській роботі. Протягом декількох періодів тренував команду «Мачератезе», очолював тренерські штаби «Аузонія Ла Спеція» та «Ентелла», а завершив тренерську кар'єру працюючи зі «Спецією» у 1952—1953 роках.
Помер 12 червня 1965 року на 67-му році життя в Турині.

## Титули і досягнення
- Чемпіон Італії (1):

«Торіно»: 1927-1928